# Grotte d'Unikoté
La grotte d’Unikoté est un site préhistorique situé à Iholdy, dans les Pyrénées-Atlantiques, en Nouvelle-Aquitaine, en France. Elle a livré des vestiges fossiles et archéologiques du Paléolithique moyen, du Paléolithique supérieur et du Mésolithique, ainsi que des traces de cannibalisme humain.

## Situation
La grotte se trouve à 35 km (à vol d'oiseau) à l'est de Biarritz, à 15 km au nord de Saint-Jean-Pied-de-Port, et à environ 5 km à l'ouest-nord-ouest du village d'Iholdy. Elle est sur le flanc Est du mont Unikotégui, et s'ouvre sur une petite vallée à l'extrémité sud de la gouttière dite de Bonloc, près de la source de la Joyeuse, affluent de la Bidouze et sous-affluent de l'Adour.

## Historique
Le gisement est découvert en 1984 par C. Chauchat et C. Normand, lors d’une campagne de prospection pour inventorier les sites de la région. Sans datation précise, le site est alors identifié comme une tanière d'hyènes.
De 1993 à 2003, le site est fouillé (fouille programmée) sous la direction de Patrick Michel : d'abord à l’intérieur de la grotte (Unikoté I), puis en avant de l'entrée (Unikoté II) à partir de 1995.

## Géologie
La grotte s'est creusée dans les flyschs calcaires du Coniacien (C3 sur la carte géologique) et du Santonien (C4),.

## Description
Le porche actuel, ouvert au sud, est suivi d'une salle orientée sud-ouest / nord-est. C'est l'endroit appelé « Unikoté I » pour les fouilles des années 1993-2003. Si l'on prend le niveau du sol comme niveau 0, dans la salle le sol descend à −5,50 m (peut-être en partie dû aux dégagements du sol par les fouilles de la salle) et remonte à −2,50 m juste après ce point le plus profond.
À environ 6 m du porche, la grotte s'oriente vers le nord-ouest pendant à peu près 22 m, formant un couloir dont la largeur varie de 1 à 3 m selon les endroits. Dans ce couloir, 5 m après le tournant vers le nord-ouest un diverticule de 3 m de profondeur s'ouvre sur la gauche. 6 m après le diverticule, le couloir se rétrécit et forme un petit méandre du côté gauche (vers l'ouest), pendant lequel le sol descend d'environ 1 m de hauteur, avec une étroiture à la fin du méandre.
Après ce méandre, le sol descend encore de 1 m de hauteur, jusqu'à −4,50 m par rapport au sol du porche. Environ 2,50 m après avoir atteint ce niveau, un trou de 1 m de large s'ouvre sur la droite du couloir et descend abruptement jusqu'à −7 m de profondeur. Et quelque 2 m plus loin, le couloir reprend une direction nord-est et dans le même temps remonte jusqu'au niveau zéro du sol (même hauteur que le porche).
Après ce point, la grotte reprend la direction nord-est et se partage en plusieurs branches. L'une des branches descend en pente raide jusqu'à −11,50 m connus (elle descend peut-être plus bas) ; une autre, au contraire, s'élève mais il semble qu'elle n'ait pas été explorée au-delà des quelques premiers mètres ; et une troisième continue à −2 m de niveau, avec une amorce de puits à deux mètres de son début.
Des dépôts calcitiques et des spéléothèmes sur ses parois extérieures indiquent que la formation karstique se prolongeait autrefois vers le sud.

## Stratigraphie, occupation

### Unikoté I
Le remplissage s'élève à environ 3 m d'épaisseur. Les fouilles 1993-2003 identifient 13 niveaux, regroupés en deux ensembles : 
- niveaux 10 à 12+ (base inconnue) : dépôts limoneux riches en fraction grossière, recouvrant des blocs d'effondrement. Ces dépôts livrent des témoignages de l'occupation par l’hyène[4] (coprolithes, os digérés, vestiges d'hyènes)[7]. Pendant des phases moins froides de la glaciation de Würm (notamment au stade isotopique 3), un ou des clans sédentaires d'hyènes des cavernes ont donc longuement occupé Unikoté I ; la présence humaine reste fugace[8] ;
- niveaux 7 à 9 : dépôts limoneux avec des quantités variables de fraction grossière. Les vestiges recueillis indiquent une baisse de la fréquentation par l'hyène.

Ce remplissage s'avère complexe, avec des liaisons tant horizontales que verticales, entre des éléments d’ensembles stratigraphiques différents.

### Unikoté II
C'est la partie la mieux conservée du site. Toutes les couches du remplissage ont un pendage orienté vers l'intérieur de la grotte, qui laisse supposer que les sédiments sont arrivés depuis le versant est du gisement ; la sédimentation semble continue depuis la base jusqu'au sommet. Le remplissage inclut huit couches formant deux ensembles :
- couches A à E : « niveaux supérieurs »[7], correspondant au Paléolithique moyen, avec un climat plus rigoureux que pour les niveaux fossilifères d'Unikoté I. La fréquentation humaine y est aussi plus importante que dans cette dernière[8] ;
- couche F : « niveau plan ». Cette couche est la seule qui corresponde à un sol n’ayant pas été remanié après s'être déposé. À sa base se trouvent des stalagmites, montrant qu'un toit couvrait cet espace et s'est effondré par la suite[7].

### Synthèse
L'ensemble inférieur montre une occupation dominée par les hyènes mais avec temps de présence des humains. La faune associée regroupe des grands ongulés de milieu ouvert (cheval, boviné) et de nombreux restes de cerfs.
Le deuxième ensemble ou ensemble médian a fourni la majorité des restes humains, associés à une faune uniquement composée de cerf, chevreuil et sanglier.
L'ensemble supérieur est un mélange des deux ensembles précédents, avec de l'industrie lithique du Paléolithique moyen et du Paléolithique supérieur, des restes d’hyène, des coprolithes, des restes humains, ainsi des charbons, des fragments d'ocres et des calcaires rubéfiés.
Durant le Châtelperronien, la grotte est une halte de chasse pour des passages très ponctuels, utilisée par des Néandertaliens chassant les animaux rupicoles de  montagne, principalement bouquetins et isards.

## Mobilier
Le mobilier lithique indique qu'Unikoté I a été occupé par les humains au Paléolithique moyen, sans plus de précisions faute d'un nombre suffisant de pièces. 
Unikoté II, qui a fourni plus de mobilier (nombreux racloirs, éclats levallois, pointe moustérienne), a également été occupé par les humains au Paléolithique moyen.
L'ensemble intermédiaire est attribué au Paléolithique supérieur et au Mésolithique.

## Restes humains modifiés par l'homme

### Unikoté I
En juillet 1993 (première campagne de fouilles P. Michel), la couche 12 d'Unikoté I a livré un crâne humain ; d'autres vestiges humains se trouvaient dans les couches 9 à 12+, principalement d'adulte (13 pièces) mais aussi de jeune individu (2 pièces). Ils ont été datés de 5 500 à 5 400 ans AP. Le crâne d'adulte est probablement celui d'un sujet féminin ; il n'est pas possible de déterminer le sexe du crâne juvénile.

### Unikoté II
D'autres restes humains, dans Unikoté II, étaient dispersés sur une bande d'environ 12 m2 orientée est-ouest. Sur un total de 85 pièces ou groupes de pièces humaines, 11 pièces proviennent de un ou plusieurs sujets adultes ou de taille adulte ; et 74 pièces d'individus immatures. L'adulte est là aussi probablement féminin. Il y a au moins deux juvéniles, dont l'un de six à onze ans environ et l'autre, plus vieux, d'environ 15 ans. Ils ont été datés d'environ 8 000 à 7 800 ans AP (Mésolithique).

### Marques de cannibalisme probable
Parmi ces os humains, trois portent des marques de modification anthropique : une scapula et un crâne d'adulte d'Unikoté I, attribuables au Néolithique ; et un crâne d'enfant d'Unikoté II, attribuable au Mésolithique. Ce sont des traces de choc violent (crânes), de coupe, de raclage, d'écorchage des crânes (ce dernier trait allant contre une pratique funéraire et peu en accord avec le processus d'excision du scalp, mais cohérent avec le dégagement de l'os pour pouvoir consommer le cerveau) ; toutes des marques cohérentes avec une pratique de cannibalisme.